# Vitrinula chichijimana
Vitrinula chichijimana foi uma espécie de gastrópodes da família Ariophantidae.
Foi endémica do Japão.